# Aspin-Aure
Aspin-Aure är en kommun i departementet Hautes-Pyrénées i regionen Occitanien i sydvästra Frankrike. Kommunen ligger i kantonen Arreau som tillhör arrondissementet Bagnères-de-Bigorre. År 2022 hade Aspin-Aure 41 invånare.

## Befolkningsutveckling
Antalet invånare i kommunen Aspin-Aure
| Referens: INSEE |